# Lijst van rijksmonumenten in Lottum
De plaats Lottum telt 10 inschrijvingen in het rijksmonumentenregister. Hieronder een overzicht.
| Object                                                        | Oorspronkelijke functie?  | Bouwjaar                                              | Architect | Locatie                 | Coördinaten?                 | Nr.?   | Afbeelding                                                  |
| ------------------------------------------------------------- | ------------------------- | ----------------------------------------------------- | --------- | ----------------------- | ---------------------------- | ------ | ----------------------------------------------------------- |
| Wegkruis                                                      | Gedenkteken               | 17e eeuw                                              |           | Grubbenvorsterweg bij 6 | 51° 27' 16" NB, 6° 9' 20" OL | 18808  | Wegkruis                                                    |
| Huis onder een zadeldak tussen zijtopgevels met vlechtingen   | Woonhuis                  | 1837                                                  |           | Hoofdstraat 9           | 51° 27' 38" NB, 6° 9' 44" OL | 18809  | Meer afbeeldingen                                           |
| Huis onder een zadeldak tussen zijtopgevels met vlechtingen   | Woonhuis                  | 19e eeuw                                              |           | Markt 2                 | 51° 27' 41" NB, 6° 9' 45" OL | 18811  | Huis onder een zadeldak tussen zijtopgevels met vlechtingen |
| Huis onder een zadeldak tussen zijtopgevels met vlechtingen   | Woonhuis                  | 17x1                                                  |           | Markt 3                 | 51° 27' 41" NB, 6° 9' 46" OL | 18812  | Meer afbeeldingen                                           |
| Huis met zadeldak tussen zijtopgevels opzij een korfboogpoort | Woonhuis                  | 1763                                                  |           | Markt 11                | 51° 27' 38" NB, 6° 9' 45" OL | 18813  | Meer afbeeldingen                                           |
| Boerderij met binnenplaats, woonhuis en schuur                | Boerderij                 | 1654                                                  |           | Pastoor Kerboschlaan 2  | 51° 27' 43" NB, 6° 9' 46" OL | 18814  | Meer afbeeldingen                                           |
| Kasteel Borggraaf: hoofdonderdeel                             | Kasteel, buitenplaats     | 1551                                                  |           | De Borggraaf 1          | 51° 27' 43" NB, 6° 9' 57" OL | 509961 | Meer afbeeldingen                                           |
| Kasteel Borggraaf: bijgebouwen                                | Bijgebouwen kastelen enz. | 18e-19e eeuw (bijgebouwen) 17e-18e eeuw (poortgebouw) |           | De Borggraaf 1          | 51° 27' 42" NB, 6° 9' 56" OL | 509963 | Meer afbeeldingen                                           |
| Kasteel Borggraaf: tuinaanleg                                 | Tuin, park en plantsoen   | 16e-17e-18e eeuw                                      |           | De Borggraaf 1          | 51° 27' 43" NB, 6° 9' 54" OL | 509964 | Meer afbeeldingen                                           |
| Kasteel Borggraaf: brug                                       | Tuin, park en plantsoen   | 1926                                                  |           | De Borggraaf bij 1      | 51° 27' 43" NB, 6° 9' 58" OL | 509965 | Meer afbeeldingen                                           |